# Argentyna na Zimowych Igrzyskach Olimpijskich 1960
Argentynę na Zimowych Igrzyskach Olimpijskich 1960 reprezentowało 6 sportowców w dwóch dyscyplinie. Nie zdobyli oni żadnego medalu.

## Biegi narciarskie

### Mężczyźni
| Konkurencja                     | Zawodnik         | Wyścig    | Wyścig  |
| Konkurencja                     | Zawodnik         | Czas      | Miejsce |
| ------------------------------- | ---------------- | --------- | ------- |
| Bieg na 15 km stylem klasycznym | Francisco Jerman | 1'09:59,3 | 53      |
| Bieg na 30 km stylem klasycznym | Francisco Jerman | 2'33:27,4 | 44      |

## Narciarstwo alpejskie

### Mężczyźni
| Zawodnik             | Konkurencja   | Wyścig 1 | Wyścig 1 | Wyścig 2          | Wyścig 2 | Łącznie           | Łącznie |
| Zawodnik             | Konkurencja   | Czas     | Miejsce  | Czas              | Miejsce  | Czas              | Miejsce |
| -------------------- | ------------- | -------- | -------- | ----------------- | -------- | ----------------- | ------- |
| Clemente Tellechea   | Zjazd         |          |          |                   |          | 3:20,2            | 60      |
| Osvaldo Ancinas      | Zjazd         |          |          |                   |          | 2:28,4            | 45      |
| Clemente Tellechea   | Slalom gigant |          |          |                   |          | zdyskwalifikowany | –       |
| Diego Schweizer      | Slalom gigant |          |          |                   |          | 2:28,0            | 55      |
| Osvaldo Ancinas      | Slalom gigant |          |          |                   |          | 2:05,1            | 32      |
| Jorge Abelardo Eiras | Slalom        | n/a      | n/a      | zdyskwalifikowany | –        | zdyskwalifikowany | –       |
| Diego Schweizer      | Slalom        | 1:32,2   | 48       | 1:34,6            | 37       | 3:06,8            | 38      |
| Clemente Tellechea   | Slalom        | 1:28,7   | 45       | 1:26,0            | 32       | 2:54,7            | 32      |
| Osvaldo Ancinas      | Slalom        | 1:17,5   | 23       | 1:06,7            | 16       | 2:24,2            | 16      |

### Kobiety
| Zawodniczka              | Konkurencja   | Wyścig 1 | Wyścig 1 | Wyścig 2 | Wyścig 2 | Łącznie | Łącznie |
| Zawodniczka              | Konkurencja   | Czas     | Miejsce  | Czas     | Miejsce  | Czas    | Miejsce |
| ------------------------ | ------------- | -------- | -------- | -------- | -------- | ------- | ------- |
| María Cristina Schweizer | Zjazd         |          |          |          |          | 1:51,0  | 29      |
| María Cristina Schweizer | Slalom gigant |          |          |          |          | 1:55,2  | 35      |
| María Cristina Schweizer | Slalom        | 1:05,9   | 31       | 1:06,0   | 28       | 2:11,9  | 25      |